# بنطال كابري
الأنْدَرْوَرْدِيَّة ويسمى في المغرب القندريسة ثوب دون التبان وفوق السروال يغطي الساق إلى ما تحت الركبة. يُلبس عادة في الجو المعتدل.وصمم ليصل إلى منتصف الساق أو تحت الركبة. عند الأمريكيين يسمى باسم بنطال كابري (بالإنجليزية: Capri pants)‏ ويعد هناك رائج عند النساء أكثر من الرجال، وقد بدأ بالانتشار بين الرجال في كثير من البلدان، وخصوصًا في أوروبا وأمريكا اللاتينية. ومؤخرًا أصبح يلبس من قبل الشباب المراهقين وأولئك الذين هم في منتصف العمر في المدن الأمريكية.
بناطيل الكابري صممت أساساً من قبل مصمم الأزياء الأوروبي، سونجا دي لانارت ("Sonja de Lennart") ، وذلك عام 1948 وقد راجت في الولايات المتحدة في الستينيات، خصوصاً بسبب تأثير شخصية لاورا بيتري، الزوجة الشابة والتي لعبت شخصيتها الممثلة ماري تايلور مور ("Mary Tyler Moore")في السلسلة التلفزيونية الشهيرة «ذي دك فان دايك شو»("The Dick Van Dyke Show"). وفي التسعينيات لبسه الممثل أوما ثورمان ("Uma Thurman") في فيلم الرعب ("Pulp Fiction"). وانتشرت بناطيل الكابري كثيراً بعد عام 2000.
من الأحذية التي تلبس مع الكابري أحذية الباليه المسطحة وأحذية ماري جينز (نوع أحذية شبيهة بحذاء الصندل), وكذلك الأحذية الرياضية مثل أحذية كيدز التي يكون نعلها من المطاط.لاعب التينس الإسباني رافاييل نادال لبس بنطال الكابري في أغلب مبارياته قبل 2009. اسم البنطال يعود في الأصل إلى الجزيرة الإيطالية كابري التي كان سكانها أول من أطلقوا هذه الموضة في أوائل الستينيات.

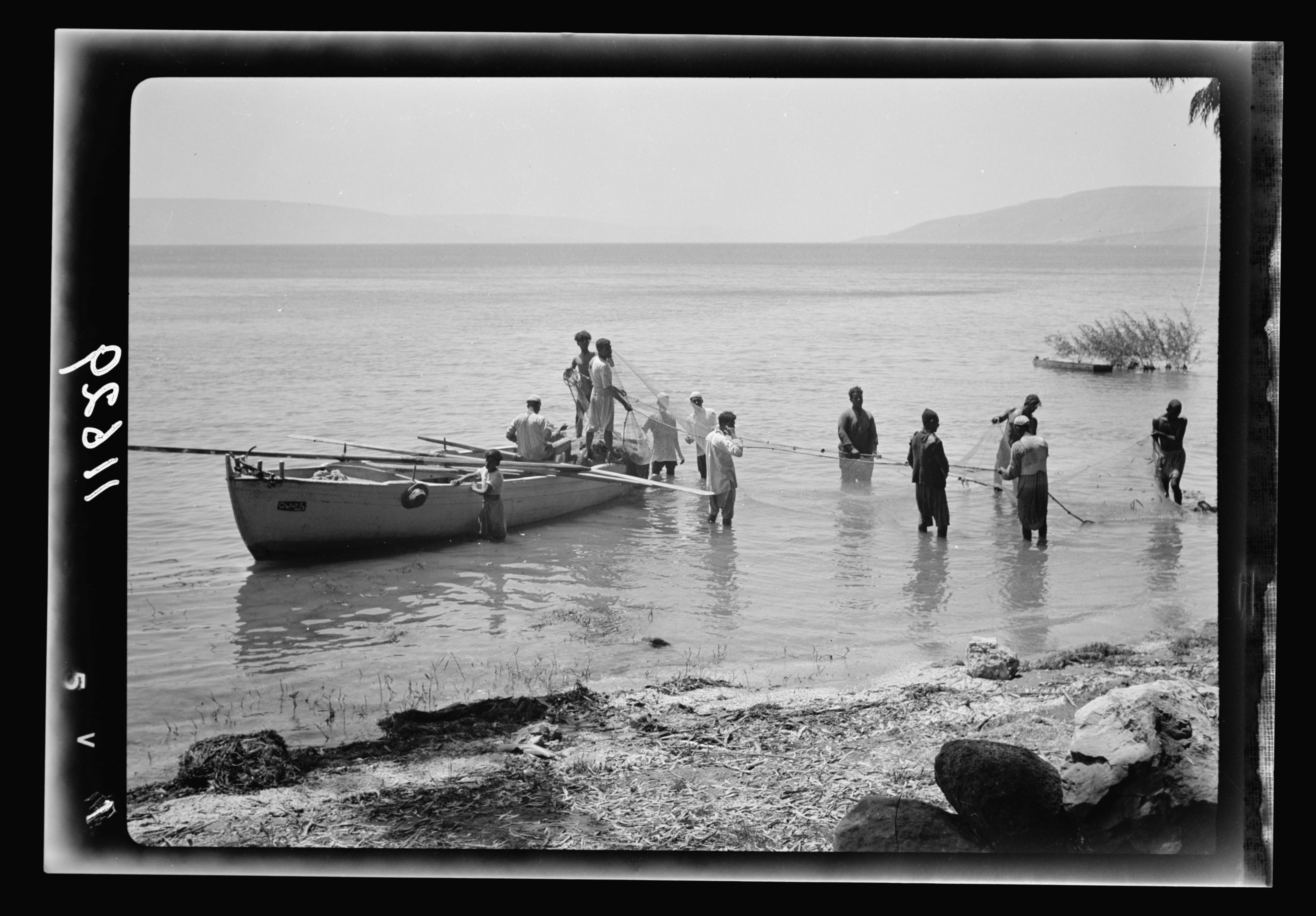
أندروردية (قندريسة) الصيادين

## معرض الصور

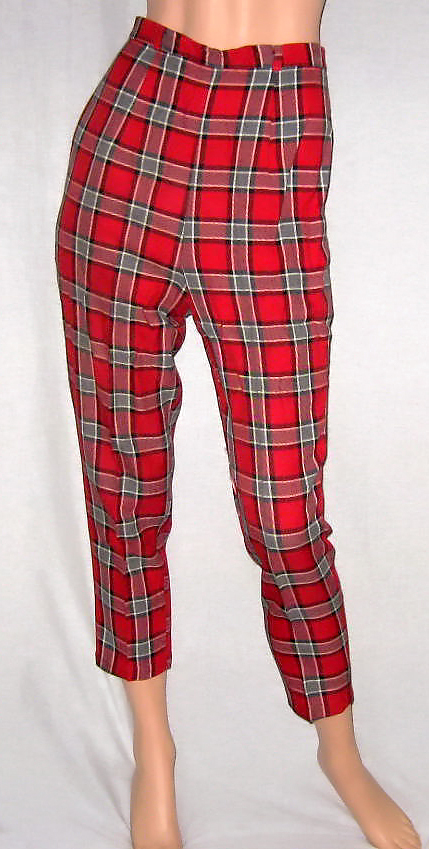
بنطال كابري, منظر أمامي
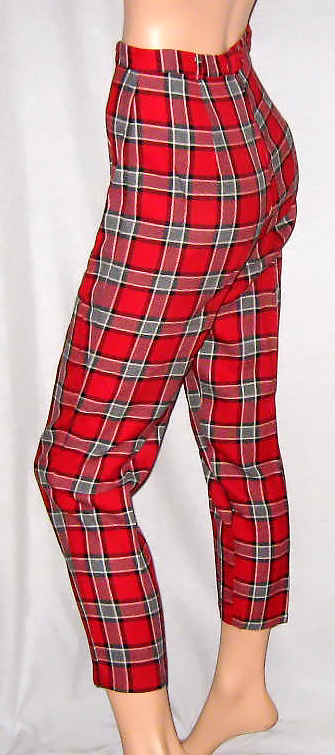
بنطال كابري, منظر من اليسار
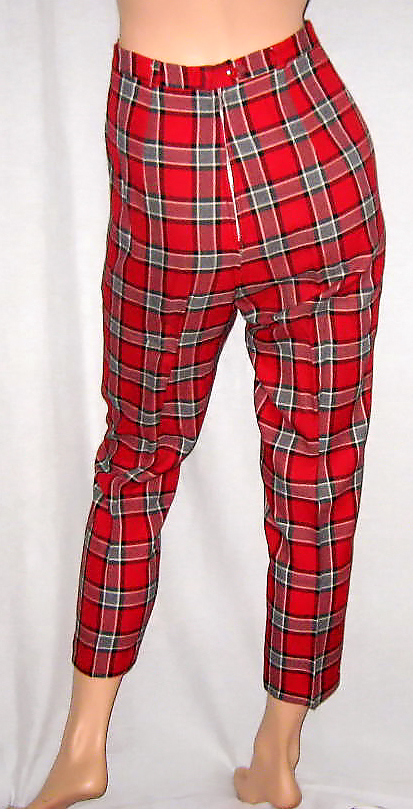
بنطال كابري, منظر من الخلف
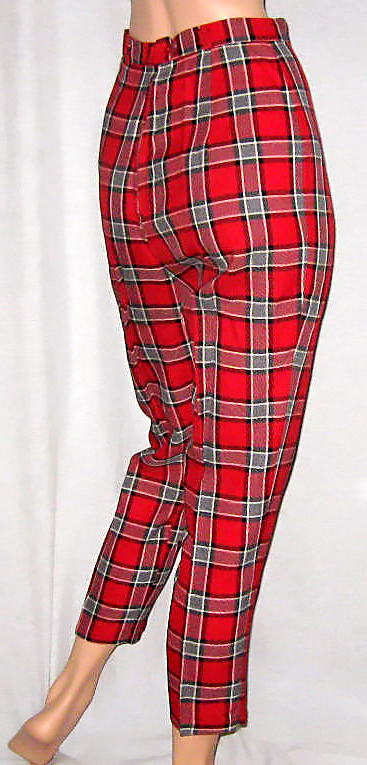
بنطال كابري, منظر من يمين الخلف